# Bahnhof Berlin-Wilhelmsruh
Der Bahnhof Berlin-Wilhelmsruh, früher: Reinickendorf (Rosenthaler Straße) und Reinickendorf-Rosenthal, ist ein Bahnhof an der Berliner Nordbahn. Er liegt im Berliner Ortsteil Reinickendorf des gleichnamigen Bezirks an der Grenze zum Ortsteil Wilhelmsruh, der heute zum Bezirk Pankow gehört. Nächste Station in Richtung Norden ist Wittenau (Wilhelmsruher Damm), der folgende Bahnhof in Richtung Süden ist der Bahnhof Schönholz.
Nordöstlich des Bahnhofs der Nordbahn, und damit auf dem Gebiet des Ortsteils Wilhelmsruh im Bezirk Pankow, wurde am 21. Mai 1901 der Bahnhof der Reinickendorf-Liebenwalde-Groß Schönebecker Eisenbahn, der späteren Niederbarnimer Eisenbahn, eröffnet. Er war der Berliner Endbahnhof der Heidekrautbahn.
Heute wird die Station nur noch von den Zügen der Berliner S-Bahn bedient.

## Geschichte des Bahnhofs der Nordbahn

### Ab den 1870er Jahren
Der Bahnhof wurde am 10. Juli 1877 unter dem Namen Bahnhof Rosenthal  eröffnet und diente der Erschließung des Ortes Rosenthal. Er war zunächst ein in einfachster Art ausgeführter Bedarfshaltepunkt für den Vorortverkehr zwischen Gesundbrunnen und Oranienburg. Dieser wurde damals „Omnibusverkehr“ genannt.
Durch das Anwachsen des Vorortverkehrs wurde die eingleisige Nordbahn im Weichbild Berlins immer mehr zu einem Flaschenhals. Zwischen 1887 und 1888 „richtete die KED [Königliche Eisenbahn-Direktion] Berlin neue, nur Betriebszwecken [!] dienende Kreuzungsstationen ein: bei [!] Reinickendorf (Rosenthaler Straße) […]“
Zum Fahrplanwechsel am 1. Juni 1891 ist die Nordbahn zwischen Gesundbrunnen und Oranienburg zweigleisig ausgebaut. Zu diesem Zeitpunkt hieß die Station Reinickendorf (Rosenthaler Straße). Allerdings sind aus der Zeit vor dem Jahr 1883 auch andere Bezeichnungen überliefert: Reinickendorf-Rosenthalerstraße und Straße nach Rosenthal. Im Amtsblatt der Königlichen Eisenbahn-Direktion Berlin aus dem Jahr 1883 werden folgende Stationen genannt: „… Pankow 4,70 km, Schönholz 5,90 km, Reinickendorf 7,40 km, Dalldorf 10,25 km […]“ (Entfernungen ab Stettiner Bahnhof) – vermutlich liegt hier lediglich eine Verwechslung vor. Der Fahrplan der Berliner Nordbahn vom 10. Juli 1877 gibt die Reihenfolge der Stationen mit Prinzen-Allee, Reinickendorf, Rosenthal und Dalldorf an.
Seit dem 1. Oktober 1891 ist der Haltepunkt zum Regelhalt geworden, nachdem er vorher lediglich als Bedarfshalt geführt wurde. Nach einer Verfügung der Königlichen Eisenbahn-Direktion Berlin vom 18. März 1893 wurde die Station in Reinickendorf-Rosenthal umbenannt.
Am 30. April 1899 bekam die bis dahin meist Straße nach Rosenthal genannte Straße am Bahnhof den Namen Kopenhagener Straße.
Die weiterhin steigenden Fahrgastzahlen der Vorortzüge, 1907 waren es 7,05 Millionen Reisende, machten den viergleisigen Ausbau der Nordbahn, getrennt für den Fern- und Vorortverkehr, auch nördlich des Bahnhofs Schönholz-Reinickendorf erforderlich. Dabei wurde die Strecke auf einen Damm verlegt, um ein niveaufreies Kreuzen des Straßenverkehrs zu ermöglichen. Die Arbeiten zwischen Reinickendorf-Rosenthal und Wittenau begannen im Jahr 1908. „Die völlig neu errichteten Vorortstationen in Reinickendorf-Rosenthal, […] sind am 20. Dezember 1910 […] in Betrieb genommen worden. Ihre Bahnsteige besaßen die auf den Vorortstrecken jetzt übliche Höhe von 76 cm über Schienenoberkante … Besondere Empfangsgebäude wurden auch auf diesen Stationen nicht erbaut, sondern nach bewährtem Muster erneut unter und zwischen den Gleisen Empfangshallen angeordnet, die alle für die Abfertigung der Vorortreisenden erforderlichen Einrichtungen aufnahmen“.

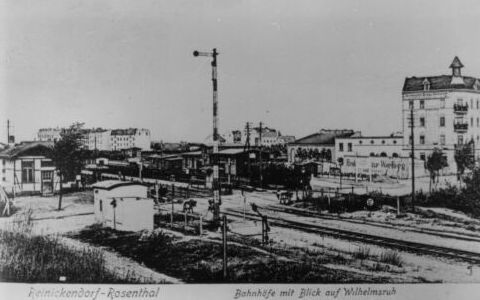
Bahnhof Wilhelmsruh, um 1903

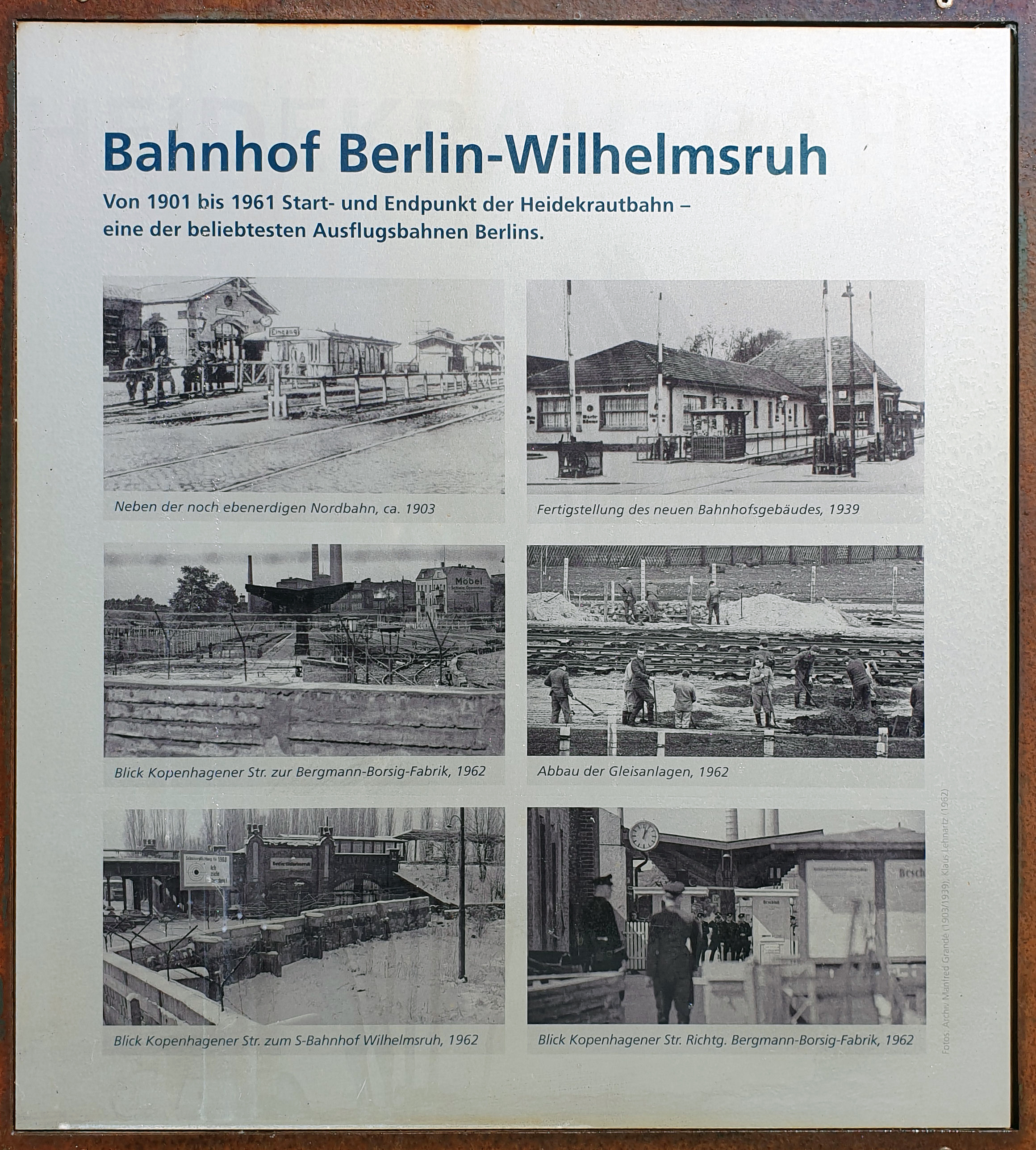
Gedenktafel Bahnhof Wilhelmsruh

Damit erhielt der Bahnhof sein klassisches Berliner S-Bahn-Gesicht, das er bis in das 21. Jahrhundert behält. Ein Zugangsbauwerk wurde dabei lediglich am südlichen Bahnsteigende, zur Kopenhagener Straße hin, errichtet. Die beiden Eingänge zeigen parallel zur Straße Richtung Wilhelmsruh und Richtung Reinickendorf.
Von 1924 bis 1960 hatte die Station eine Anbindung an die Berliner Straßenbahn, die Reinickendorf mit Wilhelmsruh verband.
Zum 5. Juni 1925 wurde die Vorortstrecke von Gesundbrunnen bis Birkenwerder elektrifiziert und der elektrische Zugbetrieb aufgenommen mit zunächst drei „elektrischen Zugpaaren“. Der Begriff S-Bahn wurde erst einige Jahre später eingeführt.
1929 stieg die Zahl der hier abfahrenden Reisenden gegenüber den Jahren 1912/1913 von 1,18 Millionen auf 1,682 Millionen.
Am 3. Oktober 1937 erhielt der Bahnhof seinen heutigen Namen: Berlin-Wilhelmsruh. Zu diesem Zeitpunkt gehörte der Ortsteil Wilhelmsruh zum Groß-Berliner Bezirk Reinickendorf. Das änderte sich 1938 durch einen Gebietstausch zwischen Pankow und Reinickendorf.

### Nach 1945
Während im Rahmen der Demontage nach dem Ende des Zweiten Weltkriegs im Sommer 1945 das zweite Fernbahngleis der Nordbahn entfernt wurde, behielt der S-Bahnhof beide Gleise der Vorortstrecke. Das zweite S-Bahn-Gleis wurde nördlich des Bahnhofs bis Borgsdorf entfernt. Der zum Kriegsende unterbrochene Vorortverkehr auf der Nordbahn wurde zwischen dem 6. Juni und dem 11. Juni 1945, zunächst mit zwei lokbespannten Zugpaaren wieder aufgenommen. Ab dem 18. August 1945 konnten dann auch wieder elektrische S-Bahn-Züge über Berlin-Wilhelmsruh im Stundentakt, zunächst bis Berlin-Hermsdorf, verkehren. Ab dem 19. November 1945 erfolgte der S-Bahn-Betrieb bis Wilhelmsruh wieder zweigleisig, allerdings aufgrund mangelnder Kreuzungsmöglichkeiten des nördlich liegenden Streckenabschnitts nur im 30-Minuten-Takt. Erst ab dem 9. Mai 1946 wurde wieder ein 20-Minuten-Takt angeboten.
Der Fern- und Güterverkehr auf der Nordbahn am Bahnhof Wilhelmsruh wurde durch die politisch immer stärker hervortretende Grenze schwieriger. Als die Deutsche Reichsbahn am 1. Juli 1950 den Betrieb der Niederbarnimer Eisenbahn übernahm, führte sie deren Züge über den (Privat-)Bahnhof Wilhelmsruh und das Anschlussgleis zum Güterbahnhof Schönholz auf der Nordbahn weiter zum Stettiner Bahnhof, was zunächst zu einer Entlastung der S-Bahn-Züge führte. Zum Fahrplanwechsel am 18. Mai 1952 wurde der Reisezugverkehr auf dem Berliner Teil der Nordbahn eingestellt, da der Stettiner Bahnhof geschlossen wurde. Die Heidekrautbahn endete nun wieder in Wilhelmsruh. Ab September 1950 durfte der nördlich liegende Güterbahnhof Hermsdorf nicht mehr (wie bislang) von Oranienburg her bedient werden, sondern nur noch von Schönholz aus.
Während in dieser Zeit der (am Bahnhof Wilhelmsruh durchfahrende) Fernverkehr wegfiel, stieg die Nutzung der S-Bahn massiv an.
Seit 1953 verkehrten auch auf der Nordbahn an Werktagen sogenannte Durchläuferzüge der S-Bahn, die nicht auf den Bahnhöfen der Westsektoren hielten. Für verschiedene Angehörige staatlicher Betriebe war der Ausstieg und später die Durchfahrung der Westsektoren „aus Sicherheitsgründen“ untersagt. Auf der Nordbahn fuhren morgens je zwei Züge von Oranienburg stadteinwärts und abends zurück. Die Durchläufer verkehrten bis zum 3. Mai 1958. Danach wurden sie durch lokbespannte Züge zwischen Oranienburg und dem Bahnhof Lichtenberg bzw. Ostbahnhof ersetzt (die S-Bahn-Verbindung Hohen Neuendorf – Blankenburg über den Berliner Außenring (BAR) wurde erst zum 9. November 1961 in Betrieb genommen).
Seit 1948 wurde tagsüber eine Zugfolge im 20-Minuten-Takt angeboten, die Mitte der 1950er Jahre den Anforderungen nicht mehr entsprach. Die Deutsche Reichsbahn versuchte daher einen 10-Minuten-Takt zu errichten, indem sie die Verstärkerzüge, die in Schönholz endeten, bis Hermsdorf verlängerte. Aufgrund der eingleisigen Strecke nördlich von Wilhelmsruh mussten dafür die Fahrzeiten verkürzt werden. Während auf den S-Bahn-Strecken zu dieser Zeit höchstens 60 km/h zugelassen waren, wurde die zulässige Höchstgeschwindigkeit ab Schönholz auf 70 km/h, zwischen Wilhelmsruh und Waidmannslust auf 80 km/h erhöht. Weder Fahrzeuge noch Stromversorgung ließen eine derartige Leistungserhöhung zu, sodass die Deutsche Reichsbahn dieses „Experiment“ am 26. Mai 1955 – nach nur vier Tagen – abbrechen musste. Es folgten Ankündigungen, die Strecke wieder zweigleisig aufzubauen (zunächst bis Borgsdorf, dann bis Frohnau oder Hermsdorf) – allerdings wurde davon nichts realisiert. Zuvor, im April 1955, wurde bereits die Fernbahnstrecke nach Oranienburg vor Birkenwerder unterbrochen. Hier wurde die Kurve von Birkenwerder zum Berliner Außenring errichtet. Zum Fahrplanwechsel am 28. Mai 1961 wurde ein 10-Minuten-Takt bis Berlin-Wilhelmsruh eingeführt.
Im Jahr 1960 wurden die beiden – zuletzt nur von Reinickendorf her zur Sektorengrenze am Bahnhof verkehrenden – Straßenbahnlinien eingestellt.

### August 1961 bis 1990
Nach dem Bau der Berliner Mauer fuhren die S-Bahn-Züge (bis Frohnau) weiterhin als Zuggruppe 1 im 20-Minuten-Takt. Die Lage des S-Bahnhofes unmittelbar an der Sektorengrenze zeigt nun deutliche Auswirkungen, der namensgebende Ortsteil liegt unerreichbar im Osten. Für West-Berliner ist der Bahnhof eher uninteressant, weil die nächsten Wohnhäuser knapp einen Kilometer südlich, und noch dazu hinter der Kremmener Bahn (S-Bahnhof Reinickendorf, heute: Alt-Reinickendorf) liegen.
Ende der 1960er Jahre führte eine Baumaßnahme West-Berlins zur Erschließung des Märkischen Viertels zu einer Betriebsänderung. Beim Bau einer neuen Brücke über die Schorfheidestraße (Verbindung zur Straße Am Nordgraben) wurden zwar die Widerlager für vier Gleise ausgelegt, allerdings lediglich zwei Überbauten eingebaut. Bley berichtet auf S. 86: „Spätestens seit dem Bau dieser neuen Brücke verkehrten die Güterzüge zwischen Schönholz und Hermsdorf auf dem S-Bahngleis“ – das heißt, dass ein Brückenüberbau für das Fernbahngleis vorhanden, aber nicht mit einem Gleis belegt wurde. Das noch vorhandene Fernbahngleis im Bereich des Bahnhofs Wilhelmsruh wurde nicht mehr benutzt. Eine weitere Brückenbaumaßnahme um 1975 am Wilhelmsruher Damm, also am S-Bahnhof Wittenau (Nordbahn), brachte keine Veränderung für den beschriebenen Bahnhof.

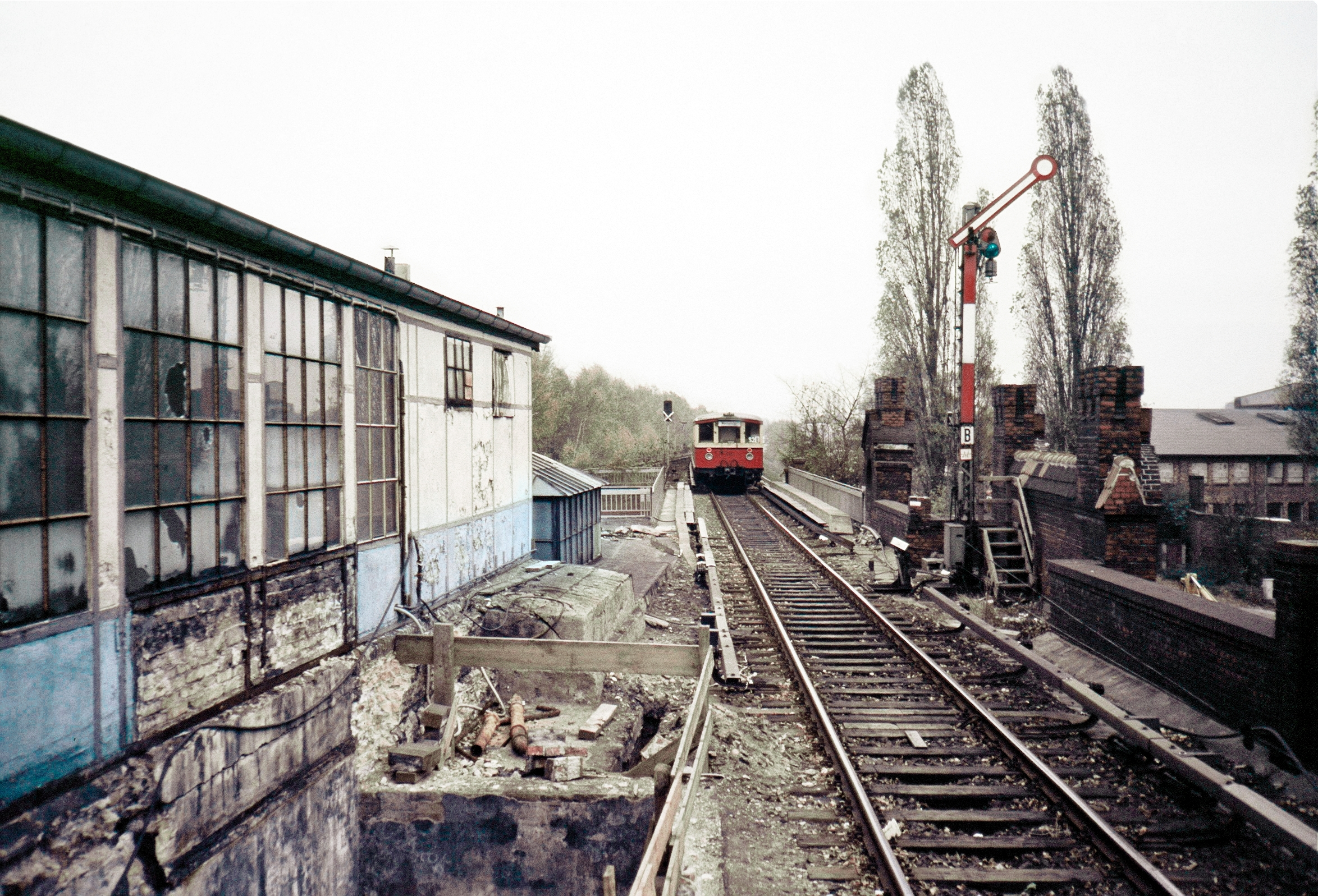
Zug der BVG bei der Ausfahrt Richtung Gesundbrunnen, 1986

Während des Streiks der West-Berliner Reichsbahner ruhte der Verkehr zwischen dem 17. und dem 28. September 1980. Allerdings wurde der S-Bahn-Verkehr über Wilhelmsruh danach wieder aufgenommen. Knapp drei Jahre später, mit der Übernahme der „westlichen“ S-Bahn durch die BVG am 9. Januar 1984, wurde die Strecke nach Frohnau und damit auch der Bahnhof Wilhelmsruh außer Betrieb gesetzt. Der Berliner Senat hatte die Absicht, langfristig die Strecke nach Frohnau wieder in Betrieb zu nehmen. Der Druck der Bevölkerung führte zu einer schnellen Wiederinbetriebnahme, sodass die Strecke und der Bahnhof Wilhelmsruh am 1. Oktober 1984 wieder in Betrieb gingen. Die Strecke nördlich des Bahnhofs blieb zunächst eingleisig und wurde 1986 zweigleisig ausgebaut, um einen 10-Minuten-Takt zu ermöglichen. Der Bahnhof selbst war von diesem Ausbau nicht betroffen, weil er bereits zweigleisig war. Ab dem 18. August 1986 wurde dann der 10-Minuten-Takt eingeführt, zunächst bis Wittenau (Nordbahn), gegen Jahresende auch bis Frohnau.

### Seit 1991

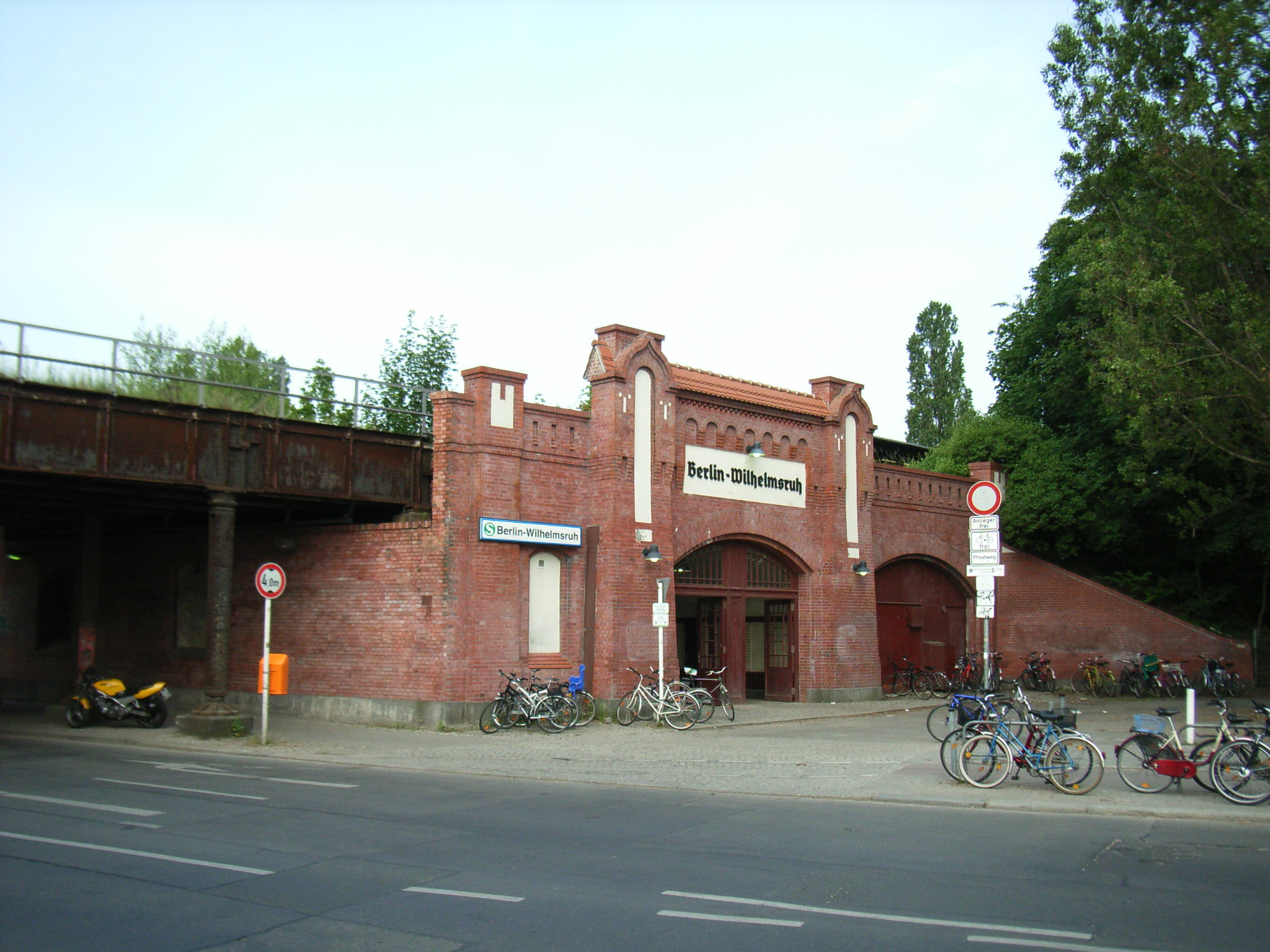
Nordseite des Zugangsbauwerks, 2006

Der Fall der Berliner Mauer hatte zunächst keine Auswirkungen auf den Bahnhof. Am 7. April 1990 wurde der Grenzübergang Kopenhagener Straße geöffnet, der Bahnhofs-Zugang blieb jedoch weiterhin nur von südlicher Seite her möglich. Am 31. Mai 1992 erfolgte der Lückenschluss über die West-Berliner Stadtgrenze zwischen Frohnau und Hohen Neuendorf, für den Bahnhof Wilhelmsruh blieb es bei einem 10-Minuten-Takt. Ende Mai 1995 wurde eine zusätzliche Zuggruppe (im 20-Minuten-Takt) eingeführt, die von/bis Waidmannslust verkehrt. Zusammen mit einer Fahrzeit-Verkürzung der Züge nach Oranienburg entstand eine Situation ähnlich der von 1955, nur dass man das „Experiment“ nicht abbrach, sondern durch Fahrplanänderungen in den Griff zu bekommen suchte.
Der Bahnhof wurde in den Jahren 2000 und 2001 renoviert, seit 2001 ist auch der nördliche Eingang wieder zugänglich.
Der S-Bahnhof verfügt über einen Aufzug, sodass er barrierefrei ist.
Der weitere Ausbau des Bahnhofs und der Strecke sind abhängig davon, wann der im Bundesverkehrswegeplan vorgesehene Wiederaufbau der Fernbahngleise erfolgt, einen Termin hierfür gibt es jedoch noch nicht.

## Geschichte des Bahnhofs der Heidekrautbahn

### Ab 1900
Der Bahnhof der Eisenbahn befand sich zu Beginn des 20. Jahrhunderts niveaugleich zum entsprechenden Haltepunkt der S-Bahn. wurde 1901 eröffnet und anschließend stetig weiter ausgebaut. Während zwischen 1905 und 1906 die Nordbahn auf einen Damm gelegt wurde, blieb der Bahnhof der Heidekrautbahn zu ebener Erde. Der Übergang der Fahrgäste erfolgte über die Kopenhagener Straße.
Der eigentliche Bahnhof besaß zwei Bahnsteiggleise für den Personenverkehr sowie etliche Abstell- und Rangiergleise. Die Rangiergleise und ein Anschlussgleis waren auch für den Güterverkehr nutzbar, der wiederum eine direkte Anbindung an die Nordbahn, nach deren Höherlegung über eine 1,57 Kilometer lange Rampe, ermöglichte. Zur weiteren Ausstattung des Bahnhofs gehörten ein Güterschuppen, eine Ladestraße mit Kopf- und Seitenrampen, zwei einständige Lokschuppen sowie einen Kohlenplatz und einen Wasserkran.
Am 14. November 1907 ging die Gleisverbindung nach Schönholz in Betrieb. Sie war durch den Dammbau der Nordbahn notwendig geworden und löste das direkte Anschlussgleis durch eine lange Rampe zum hochgelegten Güterbahnhof Schönholz-Reinickendorf (beim späteren Bahnhof Berlin-Schönholz) ab.
Nach dem Bau der Bergmann Elektrizitätswerke um 1907 erhielt der Bahnhof auch ein Anschlussgleis für diese Fabrik.
Am 3. Oktober 1937 wurde der Bahnhof umbenannt in Berlin-Wilhelmsruh (Niederbarnimer Eisenbahn) (verkürzt: Berlin-Wilhelmsruh [NBE]). Verschiedentlich wurde er auch als Berlin-Wilhelmsruh (Klbf) bezeichnet. Am 21. März 1939 erhielt der Kleinbahnhof ein eigenes Empfangsgebäude.
Um 1950 verfügte der Bahnhof über zwei Bahnsteiggleise, zwei Aufstellgleise zum S-Bahn-Damm hin, sechs durchgehende Nebengleise östlich des Bahnsteiges und eine Ladestraße mit Kopf- und Seitenrampe. Ferner zwei (oder nur noch einen) Lokschuppen am nördlichen Ende des Bahnhofs.
Vom 1. Juli 1950 bis 18. Mai 1952 fuhren die Züge der NBE bis zum Stettiner Bahnhof bzw. Nordbahnhof als Endbahnhof. Nach der Schließung des Nordbahnhofs endeten die Züge wieder in Berlin-Wilhelmsruh (NBE).
Für die Elektrizitätswerke wurde in Nachbarschaft zum Heidekraut-Bahnhof im Mai 1953 ein eigener Werkbahnhof an der Lessingstraße eröffnet.

### Nach 1961
Nach der Abriegelung West-Berlins, dem Mauerbau am 13. August 1961, wurde der Bahnhof am 9. November 1961 außer Betrieb genommen und 1962 relativ rasch dem Erdboden gleichgemacht, da er sich im Grenzstreifen befand. Der Reise- und Güterverkehr zwischen Wilhelmsruh und Rosenthal wurde eingestellt, das Anschlussgleis nach Schönholz unterbrochen.
Am 24. März 1962 informierte die Deutsche Reichsbahn die Niederbarnimer Eisenbahn A.G. (mit Sitz in Berlin-Wilhelmsruh, Fontanestraße 31) über die Abräumung von Bahnanlagen „a) des Empfangsgebäudes und b) des Lokschuppens“ und ergänzt: „Die Durchführung zu a) ist bereits erfolgt. Das Objekt zu b) ist noch in Bearbeitung“. Auf einem mit 7. Juli 1962 datierten Foto ist der Bahnsteig noch zu erkennen, zu diesem Zeitpunkt war also lediglich das Empfangsgebäude an der Kopenhagener Straße abgerissen. Das Foto dokumentiert gleichzeitig den Grenzverlauf: Während sich der Bahnhof am Bahndamm bereits auf Pankower Gebiet befindet, gehört die rechtwinklig dazu verlaufende Kopenhagener Straße noch auf einigen Metern zu Reinickendorf.
Bis zur Errichtung eines Gleisanschlusses für den VEB Bergmann-Borsig von Norden her um 1970 wurden Übergabezüge mit Güterwagen über den Bahnhof Wilhelmsruh ins Werk geführt.
Durch den späteren Ausbau der Grenzanlagen in diesem Bereich wurden auch die Gleise und restlichen Einrichtungen des Bahnhofs abgeräumt, allerdings sind auch heute noch Reste des Bahnhofs zwischen wilder Vegetation zu finden, so z. B. niedrige Bahnsteigumfassungen und kurze Schienenreste. Das Verbindungsgleis nach Süden zum Güterbahnhof Schönholz befand sich unmittelbar vor der Grenze im Französischen Sektor und blieb daher (ungenutzt) erhalten.
Am 12. August 2011 wurde von der NEB am S-Bahnhof Wilhelmsruh eine Gedenkstele eingeweiht, die über die Geschichte und die Zukunft der Heidekrautbahn informiert.

### Zukunft
Die Niederbarnimer Eisenbahn plant die Wiedererrichtung der Strecke vom Märkischen Viertel bis zum Bahnhof Berlin-Wilhelmsruh. Entgegen dem ursprünglichen Verlauf soll der Bahnhof jedoch nicht ebenerdig, sondern in Dammlage auf Höhe der Nordbahn und in Form eines Seitenbahnsteigs neu entstehen, erreichbar über eine Rampe vom nördlichen Bahnhofsvorplatz sowie über eine Treppe vom Mauerweg aus. Die Züge der Heidekrautbahn können dann wieder bis zum Bahnhof Berlin-Wilhelmsruh geführt werden, mit Umsteigemöglichkeit zur S-Bahn. Das Land Berlin unterstützt dieses Vorhaben, die Wiedererrichtung ist im Stadtentwicklungsplan Verkehr enthalten. Der zugehörige Planfeststellungsbeschluss wurde Anfang 2011 veröffentlicht. Offen ist insbesondere noch die Finanzierung der Bauarbeiten sowie eine Bestellung der zugehörigen ÖPNV-Leistungen durch die Länder Berlin und Brandenburg. Am 11. Dezember 2020 wurde mit einem symbolischen Spatenstich der Beginn der Bauarbeiten zum neuen Regionalbahnhof gefeiert. 
Nach Wiederaufbau der Fernbahngleise der Nordbahn ist über eine Weichenverbindung südlich des Bahnsteigs ein Übergang zu den Streckengleisen der Deutschen Bahn vorgesehen. Dies würde die Weiterführung des Personenverkehrs der Heidekrautbahn bis zum Fernbahnhof Berlin-Gesundbrunnen ermöglichen.

## Grenzverlauf
Der Grenzverlauf zwischen beiden parallel liegenden Bahnhöfen erscheint eindeutig, da sich zwischen dem auf Reinickendorfer Gebiet liegenden S-Bahnhof und dem ehemaligen Bahnhof der Heidekrautbahn in Pankow noch die Mauer und ein Grenzweg, heute „Berliner Mauerweg“, befand.

## Anbindung
Der S-Bahnhof wird von den Linien S1 und S85 der Berliner S-Bahn bedient. Es bestehen Umsteigemöglichkeiten zur Omnibuslinie 122 der Berliner Verkehrsbetriebe.
| Linie | Verlauf |
| ----- | --- |
|       | Oranienburg – Lehnitz – Borgsdorf – Birkenwerder – Hohen Neuendorf – Frohnau – Hermsdorf – Waidmannslust – Wittenau (Wilhelmsruher Damm) – Wilhelmsruh – Schönholz – Wollankstraße – Bornholmer Straße – Gesundbrunnen – Humboldthain – Nordbahnhof – Oranienburger Straße – Friedrichstraße – Brandenburger Tor – Potsdamer Platz – Anhalter Bahnhof – Yorckstraße (Großgörschenstraße) – Julius-Leber-Brücke – Schöneberg – Friedenau – Feuerbachstraße – Rathaus Steglitz – Botanischer Garten – Lichterfelde West – Sundgauer Straße – Zehlendorf – Mexikoplatz – Schlachtensee – Nikolassee – Wannsee |
|       | Frohnau – Hermsdorf – Waidmannslust – Wittenau (Wilhelmsruher Damm) – Wilhelmsruh – Schönholz – Wollankstraße – Bornholmer Straße – Schönhauser Allee – Prenzlauer Allee – Greifswalder Straße – Landsberger Allee – Storkower Straße – Frankfurter Allee – Ostkreuz – Treptower Park – Plänterwald – Baumschulenweg – Schöneweide (– Johannisthal – Adlershof – Grünau) |